# Roberto Escobar (actor)
Roberto Escobar (La Habana, 1959) es un actor cubano que ha participado en varias telenovelas, series y proyectos cinematográficos en varios idiomas. Ha trabajado en películas como Transporter 2 (Jason Stadham), Change of Heart (Jim Belushi), Perez Family (Alfred Molina, Marisa Tomei), My Father the Hero (Gerard Depardieu), Nostromo (Colin Firth, Albert Finney) , 11 Grados de Culpa y Unforgotten entre otras. Ha trabajado en varios países incluyendo Colombia, México, Venezuela y Estados Unidos. Roberto es un actor versátil que interpreta personajes en géneros de comedia, dramáticos y acción. Entre sus personajes más memorables se encuentran Antonio José Villaseñor en Silvana Sin Lana, Alan Landoni en Bajo el mismo cielo, el Coronel Santana en Amantes del desierto, George Martin en Fuego verde, Freddy en la comedia Corte tropical, Bruno en Tiempo Final y el Comandante Valdés en El Señor de los Cielos.

## Carrera

### Televisión
- Corrupción en Miami (1988-1989) .... Emilio / Torres / Manolo
- B.L. Stryker (1989) .... McCann
- Corte tropical (1990) .... Freddy
- Wiseguy (1990) .... Agente Dea
- Las 100 vidas de Jack Savage (1991) .... Ramon
- La quinta del hierro (1991)
- Only fools and Horses (1991) ... Francesco
- La cosa del pantano (1992) .... Armendariz
- La maxipolicía (1993) .... Carlos
- Guadalupe (1993) .... Padre Roberto
- South Beach (1993) .... Nick Butler
- Moon Over Miami (1993) .... Dr. Manny
- Mambo (1994) .... Bruno Iacomo
- Sueños y espejos (1994-1995) .... Marcelo Aragón
- Pointman (1995) .... Carlos Ganzaga
- El manantial (1996) ... Vicente Pavón
- Conjunto cerrado (1996) .... George Martin
- Nostromo (1996-1997) .... Pedro Montero
- Dos mujeres (1997) ... José Hilario Mendoza
- Fuego verde (1996) ... George Martin
- Corazón prohibido (1998) .... Samuel
- Divorciada (1999-2000) .... Julián
- Amantes del desierto (2001) .... Miguel Santana
- Daniela (2002) .... Armando Lavalle Humboldt
- One tree hill (2005) .... Mr. Taggarro
- Al filo de la ley (2005) .... German Lomas
- Decisiones (2006) .... Chaman
- Tiempo final (2007-2008) .... Bruno
- Sin retorno (2009) ... Guillermo
- Hacienda Heights (2010) .... Emilio
- Último aviso (2010) .... Marco
- El Capo (2010) .... Skerrett
- Los ángeles de Charlie (2011) .... Angel
- Unforgotten (2012) .... Alberto
- Magic City (2012)
- Los secretos de Lucía (2013) .... Gonzalo Reina
- South Beach (2015) .... Gus Garcia
- Bajo el mismo cielo (2015) .... Allan Landoni
- Bloodline (2016) .... J.R. Cardozo
- Silvana sin lana (2016-2017) .... Antonio José Villaseñor
- Mi familia perfecta (2018) .... Ruso
- El Señor de los Cielos (2018-2023) .... Comandante José Valdés
- La fuerza de creer (2019) .... Alfredo Domínguez
- La suerte de Loli (2021) .... Rogelio Varela
- Velvet: el nuevo imperio (2025) .... Francisco Castro[1]

### Cine
- El derecho de los pobres (1973)
- El cazador de gatos (1989) .... Mario Prado
- La última apuesta (1990) .... Coco Cardona
- Fuegos internos (1990) ... Reportero
- Doble clave (1992) .... Chico
- Cómo sobrevivir a la familia (1992)
- Miss America: Behind the Crown (1992)
- Le Grand Pardon II (1992)
- Peace Town (1993) .... Marc Franco
- Mi padre, ¡qué ligue! (1994) .... Alberto
- Cuando salí de Cuba (1995) .... Rivera
- Libertad (2000) .... Angel
- Historias de la Habana (2000)
- Colombianos, un acto de fe (2004)
- Amor violento (2005) .... Rolando
- Transporter 2 (2005)
- Shoot Down (2007) .... Andres Iriondo
- Hidden Rage (2010) .... Mr. Almeida
- Promises (2010) .... Fthr. Angel Marin
- Punto muerto (2011) .... Victor Rivero
- Unforgotten (2012) .... Alberto
- The Arrangement (2013)
- 11 Grados de culpa (2014) .... Esteban Crovo
- Hidden Assets (2015)
- El Justiciero (2015)
- Agoraphobia (2015) .... Detective Martinez
- The MobKing (2016) .... Gato
- Código sombra (2016)
- A Change of Heart (2017) .... Tio Ruben
- Rebel with a Cause Aka Warrior (2017) .... Armando
- Devil's Tree: Rooted Evil (2018) .... Ranger Michael
- A Waning Heart (2018) .... Esteban De La Fuente
- Dos libros (2018) .... Olie
- The Lick Movie (2019) .... Gacha
- Perseguida (2019) .... Harold Molina
- Santa in Training (2019)
- Oceano Rojo (2020) .... Johnny
- Plantados (2021) .... Cabo
- South beach love (2021) .... Mateo Rodriguez
- Línea de tiempo (2023) .... Guillermo Polanco

### Escritor
- Cuidado, hombres trabajando (1986)
- Peace Town (1993)

### Director
- Hidden Rage (2010) .... Codirector

### Productor
- Hidden Rage (2010)
- 11 Grados de culpa (2014) .... Productor ejecutivo
- Crocodylus (2017)
- Perseguida (2019) .... Productor ejecutivo

### Agradecimientos
- The Awakened (2012)

### Programas
- Cotorreando (2000)
- Aprieta y gana (2001)
- ¡Despierta América¡ (2001)
- Sábado gigante (2002)
- Protagonistas de novela (2002-2003)